# Харун Рахім
Харун Рахім (нар. 12 листопада 1949) — колишній пакистанський тенісист.
Найвищу одиночну позицію світового рейтингу — 34 місце досяг 24 жовтня 1977 року.
Здобув 2 одиночні та 3 парні титули.
Найвищим досягненням на турнірах Великого шолома був чвертьфінал в парному розряді.

## Grand Slams performance timelines
| W | Ф | ПФ | ЧФ | #Р | КТ | К# | DNQ | A | NH |

### Одиночний розряд
| Турнір                                 | 1971 | 1972 | 1975 | 1976 | 1977 |
| -------------------------------------- | ---- | ---- | ---- | ---- | ---- |
| Відкритий чемпіонат Австралії з тенісу |      |      |      |      |      |
| Відкритий чемпіонат Франції з тенісу   |      | 1р   | 2р   |      |      |
| Вімблдонський турнір                   |      |      |      | 2р   | 2р   |
| Відкритий чемпіонат США з тенісу       | 3р   |      |      |      |      |

### Парний розряд
| Турнір                                 | 1971 | 1972 | 1976 |
| -------------------------------------- | ---- | ---- | ---- |
| Відкритий чемпіонат Австралії з тенісу |      |      |      |
| Відкритий чемпіонат Франції з тенісу   |      | 2р   |      |
| Вімблдонський турнір                   |      |      | 3р   |
| Відкритий чемпіонат США з тенісу       | ЧФ   |      |      |

## Фінали турнірів ATP за кар'єру

### Одиночний розряд (2–3)
| Результат | В-П | Дата     | Турнір                                   | Покриття   | Суперник            | Рахунок       |
| --------- | --- | -------- | ---------------------------------------- | ---------- | ------------------- | ------------- |
| Поразка   | 0–1 | Бер 1972 | Altimira International Invitation        | Тверде     | Мануель Орантес     | 4–6, 5–7, 4–6 |
| Перемога  | 1–1 | Січ 1976 | National Tennis Foundation Open          | Килим      | Олександр Метревелі | 6–4, 6–4      |
| Перемога  | 2–1 | Бер 1976 | Arkansas International Tennis Tournament | Тверде (i) | Колін Діблі         | 6–4, 7–5      |
| Поразка   | 2–2 | Січ 1977 | Arkansas International Tennis Tournament | Тверде (i) | Сенді Меєр          | 2–6, 4–6      |

### Парний розряд (3–3)
| Результат | В-П | Дата     | Турнір           | Покриття   | Партнер         | Суперники                       | Рахунок       |
| --------- | --- | -------- | ---------------- | ---------- | --------------- | ------------------------------- | ------------- |
| Поразка   | 0–1 | Лют 1971 | Нью-Йорк, США    | Килим      | Джиммі Коннорс  | Хуан Хісберт Мануель Орантес    | 6–7, 2–6      |
| Перемога  | 1–1 | Лис 1974 | Осло, Норвегія   | Тверде (i) | Карл Майлер     | Джефф Боров'як Вітас Ґерулайтіс | 6–3, 6–2      |
| Перемога  | 2–1 | Сер 1975 | Норт-Конвей, США | Ґрунт      | Ерік ван Діллен | Джон Александер Філ Дент        | 7–6, 7–6      |
| Поразка   | 2–2 | Жов 1975 | Мауї, США        | Тверде     | Джефф Боров'як  | Фред Макнеер Шервуд Стюарт      | 6–3, 6–7, 3–6 |
| Поразка   | 2–3 | Бер 1976 | Літл-Рок, США    | Тверде (i) | Джуліано Печчі  | Сід Болл Рей Раффелз            | 3–6, 7–6, 3–6 |
| Перемога  | 3–3 | Січ 1977 | Літл-Рок, США    | Тверде (i) | Колін Діблі     | Боб Г'юїтт Фрю Макміллан        | 6–7, 6–3, 6–3 |